# Monte Janga
Lo Janga o Jangi-Tau o Džangi-Tau (Georgiano: ჯანღა [dʒanɣa]; Russo: Джанги-Тау, Džangi-Tau) è una montagna situata nell'area centrale della Catena del Caucaso, sul confine tra Georgia e Russia. Questa formazione presenta tre picchi il principale ha un'elevazione di 5.085 metri sopra il livello del mare: 
- Jangi-Tau Occidentale (5058,8 m)
- Jangi-Tau Principale (5085 m)[1]
- Jangi-Tau Orientale (5033,6 m)

I fianchi dello Janga sono coperti da ghiacci che nascondono alcuni vulcani inattivi.
Il 12 settembre 1888, l'alpinista inglese John Garford Cockin, accompagnato dalle guide svizzere Ulrich Almer e Christian Roth, fu il primo a scalare la parete orientale dello Janga.